# NGC 7546
NGC 7546 је спирална галаксија у сазвежђу Рибе која се налази на NGC листи објеката дубоког неба.
Деклинација објекта је - 2° 19' 32" а ректасцензија 23h 15m 5,5s. Привидна величина (магнитуда) објекта NGC 7546 износи 15,1 а фотографска магнитуда 15,9. NGC 7546 је још познат и под ознакама MCG -1-59-7, PGC 70820.